# Émile Crugy
Émile Crugy, né le 25 avril 1813 à Angoulême et mort le 17 août 1882 à Bordeaux, est un imprimeur, journaliste et militant orléaniste français.

## Biographie
Né à Angoulême le 25 avril 1813, Guillaume (prénommé « Émile » en famille) est le fils d'Anne Chaylus et de Mathieu-Félix Crugy, employé de la recette générale.
Élève du  collège d'Angoulême puis de la faculté de droit de Poitiers, Émile Crugy s'installe en 1835 à Bordeaux, où il devient clerc de notaire dans l'étude de Me Sicard. Très vite attiré par le journalisme, il collabore à diverses feuilles littéraires locales (Esméralda, L'Éclair, La Sylphide) avant de fonder L'Homme gris avec Hovyn de Tranchère en 1838.
Remarqué par Henri Fonfrède, il entre au Courrier de Bordeaux en 1840. L'année suivante, après la mort de Fonfrède, le journal est rebaptisé Le Courrier de la Gironde. Crugy en devient le rédacteur en chef, tout d'abord sous la direction de Félix Solar, avant d'en devenir propriétaire en 1842. À partir de novembre 1846, il devient également le propriétaire des presses du journal après avoir obtenu un brevet d'imprimeur en lettres et repris l'imprimerie Lazard-Lévy, désormais installée au no 16 de la rue Saint-Siméon.
Au lendemain de la Révolution de février 1848, Crugy fonde le Journal du Peuple, qui se veut une édition populaire et bon marché du Courrier de la Gironde. Orléaniste intransigeant, il s'engage dans une vive polémique avec le républicain Vigier, rédacteur de la Tribune de la Gironde, journal « rouge ». Un duel au sabre a même lieu entre les deux hommes le 1er février 1850 à Mérignac.

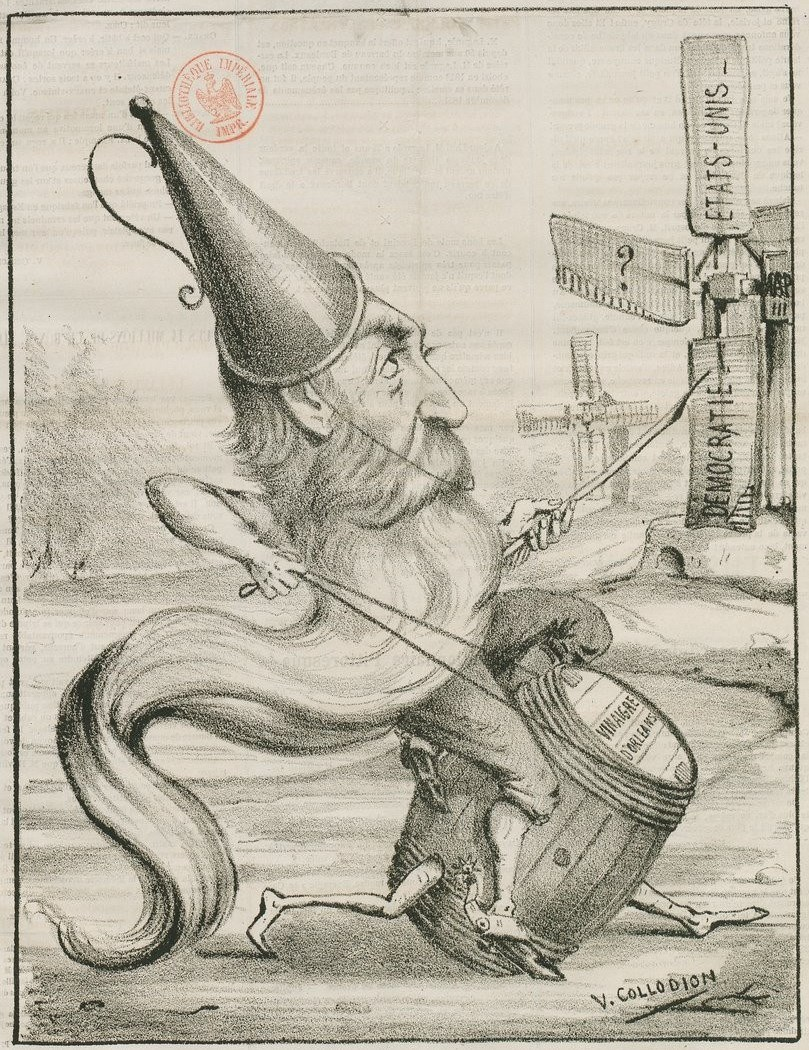
Caricature de Crugy par Collodion (Le Gaulois, 29 novembre 1868)

Après le Coup d'État du 2 décembre 1851, Crugy devient l'une des cibles du préfet Haussmann, qui souhaiterait faire passer la direction du Courrier de la Gironde entre les mains des partisans du nouveau régime. Perquisitionnés le 13 février 1852, Crugy et Charles-Alcée Campan, journaliste au Courrier, comparaissent le 23 février devant un juge d'instruction qui leur apprend qu'ils sont accusés d'avoir publié clandestinement une lettre des fils de Louis-Philippe aux exécuteurs testamentaires du roi déchu. Trois jours plus tard, Crugy comparaît devant le tribunal correctionnel, qui le condamne le 3 mars à 500 francs d'amende pour avoir fait paraître sans autorisation une seconde édition du Courrier. Le 28 février, la commission mixte de la Gironde décide de bannir Crugy et Campan du département.
Condamné à être interné et surveillé à Vannes, Crugy bénéficie de l'intercession du général Espinasse, qui lui permet d'être envoyé un peu moins loin, à Anglet, près de Bayonne. Il obtient également un sursis, pendant lequel il hésite à accepter les offres des intermédiaires d'Haussmann, ce dernier ayant laissé entendre qu'un pardon pourrait être accordé s'il cédait le Courrier à Delamarre, directeur de La Patrie. Refusant finalement ce compromis, Crugy parvient à conserver son journal en confiant la gérance au bonapartiste Jean-Henri Gauran (1813-1857), maire de Vertheuil. Il préserve aussi son imprimerie en obtenant le transfert de son brevet à sa mère.
Gracié et de retour à Bordeaux en 1854, ce n'est qu'en 1863 qu'il reçoit un nouveau brevet d'imprimeur à son nom et qu'il recouvre le droit de diriger le Courrier de la Gironde. Entre-temps, il a publié des brochures sur des questions d'actualité en utilisant le nom de plume de « M. Trois Étoiles ».
Le 15 juin 1861, à l'occasion des élections cantonales, Crugy s'est porté candidat dans le 2e canton de Bordeaux, face au candidat officiel, l'armateur Emmanuel Cortès. Il n'a cependant terminé qu'en troisième position, loin derrière Cortès et l'avocat Édouard Delprat.
En 1862, il fonde L'Horticulteur de la Gironde, qui deviendra le Journal d'agriculture et d'horticulture de la Gironde en 1864.
Ami et correspondant du comte de Paris, Émile Crugy reste fidèle à la maison d'Orléans jusqu'à la fin de ses jours.
Souffrant de problèmes de santé depuis plusieurs années, Crugy doit laisser la direction effective du Courrier de la Gironde à son neveu, Émile Riffaud (1832-1921). Frappé par un violent accès de goutte le 13 août 1882, il meurt quatre jours plus tard à son domicile du no 16 de la rue Saint-Siméon. Il est inhumé dans sa ville natale d'Angoulême après une cérémonie célébrée le 19 août en l'église Saint-Pierre, en présence de plus de 2 000 personnes, dont des membres du parti orléaniste tel que le duc Decazes.
Émile Riffaud conserve encore la direction du Courrier de la Gironde pendant quelques années. Le journal orléaniste cesse de paraître en 1887, en même temps que La Guienne, son ancien rival légitimiste, les deux journaux ayant fusionné au sein du Nouvelliste de Bordeaux.